# العلاقات البريطانية السعودية
كانت تجمع المملكة العربية السعودية وبريطانيا علاقة تحالف وطيد منذ الحرب العالمية الأولى. وترجع تلك العلاقة إلى فترة الحرب العالمية الأولى، حين وقع الملك عبد العزيز اتفاقية دارين عام 1915 مع الحكومة البريطانية. في 20 مايو 1927، توصلت الحكومة البريطانية ومملكة نجد إلى اتفاقية أخرى هي اتفاقية جدة. وكانت المملكة المتحدة من أوائل الدول التي اعترفت بالسعودية عام 1926، وكان لها بعثة دبلوماسية في البلاد. كما افتتحت السعودية سفارتها في لندن عام 1930، لتكون ثاني شكل رسمي للعلاقات الخارجية السعودية ممثلا بحافظ وهبة.

## العلاقات الاقتصادية
هناك أكثر من 200 مشروع مشترك بين الشركات السعودية والبريطانية، بقيمة تقدر بـ 17.5 بليون دولار، ويعيش في بريطانيا 102,604 مواطن سعودي ويعيش في السعودية  حوالي 30 ألف مواطن بريطاني كما أن السعودية هي الشريك الأساسي للتجارة البريطانية في الشرق الأوسط.

## التمثيل الدبلوماسي
يوجد في الرياض سفارة للمملكة المتحدة، وقنصلية في جدة ومكتب تجاري في الخبر. والسفير البريطاني الحالي في السعودية هو السير جون جينكنز. ولدى السعودية سفارة وقنصلية في لندن. وسفيرها هو خالد بن بندر بن سلطان، أحد أمراء الأسرة الحاكمة في السعودية

## التسليح
في 2005، أقرت السعودية والمملكة المتحدة اتفاقا عسكريا، تسلح بموجبه المملكة المتحدة السعودية بطائرات يوروفايتر تايفون. وعلى تلك الخلفية، صرح متحدث بـ:

«أرحب بهذا التفاهم كونه أحدث مثال عملي على العلاقات الوثيقة بين المملكة المتحدة وحكومات العربية السعودية. فهي تقدم فرصا لبناء وصلات أقرب بين قواتنا المسلحة والصناعات، الأمر الذي سيفيد كلا البلدين.»

«هذا التفاهم أخبار سعيدة لكل من المملكة المتحدة والصناعات السعودية. بي إيه إي سيستمز، كمقاول رئيسي، وعديد مقاوليه الفرعيين البريطانيين سيستفيدون من الأعمال المستشرفة ضمن هذا التفاهم، الذي سيساعد على حفظ عدة آلاف من الوظائف في المملكة المتحدة على مدى السنوات العشر القادمة. يضاف إلى ذلك، نقل التقنية المرتبط بذلك، التدريب وحزم الإستثمار الموجهة للداخل ستولد الكثير من الوظائف المتمكنة في السعودية»

في 2006، هدد السعوديون بإنهاء التعاون مع المملكة المتحدة في حال لم يوقف مكتب مكافحة جرائم الاحتيال البريطاني تحقيقاته في أنظمة بي إيه إي سيستمز بخصوص صفقة أسلحة اليمامة، تم غلق القضية لأسباب تتعلق بالأمن القومي.

## العلاقات السعودية البريطانية في الستينات ومطلع السبعينات
في كانون الثاني (يناير) 1963 وافقت السعودية على إحالة قضية البريمي إلى الأمم المتحدة واستأنفت العلاقات الدبلوماسية مع بريطانيا. وقد أرغمت الرياض ولندن على قبول بحلول وسط بفعل ثورة اليمن عام 1962 وتنامي حركة التحرر الوطني في شبه الجزيرة العربية بأكمله. كما أخذ يتغير طابع العلاقات البريطانية الأمريكية في شبه الجزيرة العربية.
وفي ديسمبر 1965 عقدت الولايات المتحدة وبريطانيا اتفاقية مع السعودية التزمت بموجبها بريطانيا بتصدير طائرات نفاثة وأجهزة رادار ومعدات عسكرية أخرى إلى المملكة، بلغت قيمتها الإجمالية 280 مليون دولار، بينما التزمت الولايات المتحدة بتصدير صواريخ «ارض-جو» بمبلغ 70 مليون دولار.
قام الملك فيصل بزيارة لبريطانيا في أيار (مايو) 1967، وكان ذلك دليلا على حدوث تحسن محسوس في العلاقات بين البلدين.

## وصلات خارجية
- خفايا وأسرار العلاقات البريطانية ـ السعودية - مضاوي الرشيد